# Ekumbako
Ekumbako est une localité du Cameroun, située dans l'arrondissement de Mundemba, le département du Ndian et la Région du Sud-Ouest.

## Population
La localité comptait 14 habitants en 1953, 16 en 1968-1969, 11 en 1972, principalement des Bima du groupe Oroko.
Lors du recensement national de 2005, Ekumbako comptait 35 habitants.